# Buchner Chaim
Buchner Chaim, olykor Chájjim (Krakkó, ? – Fürth, 1684. február 2.) rabbi.

## Élete
Lakompaki rabbi volt a 17. század második felében. Krakkóban született gazdag családból. Előbb Ebenfurtban, majd Lakompakon működött, onnan pedig később Bécsbe költözött. Mikor a zsidókat 1670. Bécsből kiűzték, Fürthben telepedett le. 

## Művei
- Órchósz Cháim (Krakkó, 1654)
- Or Chódos (Amszterdam, 1671), amely  liturgia-magyarázat
- valamint Luach hachájim (Prága, 1690), amely egészségtannal foglalkozik és több kiadást ért meg